# Atentado de Rangún
El atentado de Rangún del 9 de octubre de 1983 fue un intento de asesinato contra Chun Doo-hwan, el quinto presidente de Corea del Sur, en Rangún, Birmania (actual Rangún, Myanmar). El intento fue orquestado por Corea del Norte. Aunque Chun sobrevivió, 21 personas murieron en el ataque y 46 resultaron heridas. Dos de los tres presuntos terroristas fueron capturados, uno de los cuales confesó ser un oficial del ejército norcoreano.

## El atentado
El 9 de octubre de 1983, el presidente Chun Doo-hwan voló a Rangún en visita oficial a la capital de Birmania. Durante la visita, planeaba colocar una ofrenda floral en el Mausoleo de los Mártires para conmemorar a Aung San, uno de los fundadores de Birmania independiente que fue asesinado en 1947. Cuando algunos miembros del personal del presidente comenzaron a reunirse en el mausoleo, una de las tres bombas ocultas en el techo estallaron. La enorme explosión atravesó a la multitud de abajo, matando a 21 personas e hiriendo a otras 46. Cuatro políticos de alto rango de Corea del Sur fueron asesinados: el ministro de Relaciones Exteriores Lee Beom-seok; el ministro de recursos energéticos, Suh Sang-chul; el ministro de planificación económica y viceprimer ministro, Suh Suk-joon; y el ministro de Comercio e Industria, Kim Dong-hwi. Catorce asesores presidenciales, periodistas y funcionarios de seguridad de Corea del Sur murieron; cuatro ciudadanos birmanos, incluidos tres periodistas, también se encontraban entre los muertos. El presidente Chun se salvó porque su automóvil se había retrasado en el tráfico y estaba a solo unos minutos de llegar al monumento. Según los informes, la bomba detonó temprano porque la corneta presidencial que señaló la llegada de Chun sonó por error unos minutos antes de lo previsto.

## Perpetradores
La policía birmana identificó a tres sospechosos, un mayor y dos capitanes del Ejército Popular de Corea. Una investigación policial reveló que se habían deslizado de un barco atracado en el puerto de Rangún y habían recibido explosivos en una misión diplomática de Corea del Norte. El sospechoso Kang Min-chul y otro atacante intentaron suicidarse haciéndose estallar con una granada de mano ese mismo día, pero sobrevivieron y fueron arrestados, aunque Kang perdió su brazo derecho mientras que el otro hombre, Kim Jin-woo, perdió ambos ojos y un brazo. Un tercer sospechoso, Zin Bo, desapareció, pero fue perseguido por una mujer, Darr Sann Ye, y cuatro hombres, incluidos Bo Gyi y Shwe Min Thar. Zin logró matar a tres soldados antes de ser asesinado a tiros. Kang Min-chul confesó su misión y vínculos con Corea del Norte, una acción mediante la cual pudo evitar una sentencia de muerte y, en cambio, recibió cadena perpetua. Su colega Kim Jin-woo fue ejecutado en la horca. Corea del Norte negó cualquier vínculo con Kang, quien fue enviado a la prisión de Insein, al norte de Rangún.

## Consecuencias
Estados Unidos brindó silenciosamente apoyo militar y logístico para garantizar que los delegados sobrevivientes y los cuerpos de los fallecidos fueran devueltos de manera segura a Corea. Según Victor Cha, un académico y ex director del Consejo de Seguridad Nacional para Asuntos de Asia en la Casa Blanca, un funcionario de Corea del Sur le había contado sobre el sentimiento de que "esto es lo que sólo un verdadero aliado como los Estados Unidos era capaz de hacer, de formas que nunca se harían públicas pero que serían recordadas".
Como resultado del atentado, Birmania suspendió las relaciones diplomáticas con Corea del Norte. China, que había aprobado una nota diplomática solicitando conversaciones trilaterales entre Corea del Norte y del Sur y Estados Unidos en nombre de Corea del Norte justo antes del ataque, reprendió a Corea del Norte en los medios estatales. Los funcionarios chinos se negaron a reunirse o hablar con funcionarios norcoreanos durante meses después.
En 1994, el representante de Corea del Sur ante la Asamblea General de las Naciones Unidas vinculó este incidente con el derribo del vuelo 858 de Korean Air, que, según él, fue patrocinado por el mismo gobierno actuando con impunidad. Como resultado, Corea del Norte ha sido incluida como patrocinador estatal del terrorismo desde entonces (excepto entre 2008 y noviembre de 2017).
En 2013, el presidente birmano Thein Sein le concedió al gobierno surcoreano la aprobación para la construcción de un cementerio cerca del mausoleo.

## El destino de Kang
Kang fue el prisionero más antiguo de Myanmar. Aprendió a hablar el idioma birmano con fluidez según uno de sus compañeros de prisión. Los movimientos de Yangon para reanudar las relaciones con Corea del Norte llevaron a especulaciones sobre lo que sucedería con Kang. Debido a que Corea del Norte negó que fuera ciudadano norcoreano, es posible que se lo haya considerado un apátrida. Según los informes, Kang no quería ir a Corea del Norte, que creía que lo consideraba un traidor (por haber revelado sus operaciones criminales); o a Corea del Sur, que podría haberlo juzgado por su papel en el intento de asesinato. También le preocupaba la seguridad de su madre y su hermana en Corea del Norte.
En 2006, Chung Hyung-keun, miembro del Gran Partido Nacional de Corea del Sur y ex empleado de la inteligencia surcoreana, patrocinó un proyecto de ley para llevar a Kang a Corea del Sur. Kang murió de cáncer de hígado el 18 de mayo de 2008 a la edad de 53 años mientras era trasladado al hospital desde la prisión de Insein en Yangon.

## Lista de víctimas
- Suh Seok-jun (서석준, 1938 ~ 1983), viceprimer ministro[14]
- Lee Beom-seok (이범석, 1925 ~ 1983), ministro de Relaciones Exteriores[14]
- Kim Dong-hwi (김동휘), ministro de Comercio[14]
- Suh Sang-chul (서상철), ministro de Recursos Energéticos[15][14]
- Ham Byeong-chun (함병춘), secretario presidencial en jefe[14]
- Lee Gye-cheol (이계철), embajador en Birmania[14]
- Kim Jae-ik (김재익, 1938 ~ 1983), secretario presidencial para asuntos económicos[14]
- Ha Dong-seon (하동선), director de planificación del Comité de Cooperación Internacional[14]
- Lee Gi-uk (이기욱), viceministro de Finanzas[14]
- Gang In-hui (강인희), viceministro de Agricultura, Bosques y Pesca[14]
- Kim Yong-hwan (김용환), viceministro de Ciencia y Tecnología[14]
- Sim Sang-u (심상우, 1938 ~ 1983), diputado de la Asamblea Nacional[14]
- Min Byeong-seok (민병석), médico del presidente[14]
- Lee Jae-gwan (이재관), secretario presidencial de prensa[14]
- Han Gyeong-hui (한경희), un guardia presidencial[14]
- Jeong Tae-jin (정태진), un guardia presidencial[14]
- Lee Jung-hyeon (이중현), reportero de The Dong-a Ilbo[14]